# Julie Roberts
Julie Roberts (Sparta, 1º febbraio 1979) è una cantante statunitense.

## Biografia
Il singolo di debutto di Julie Roberts, Break Down Here, è stato pubblicato a febbraio 2001 ed ha raggiunto l'81ª posizione della Billboard Hot 100 e la 14ª della Hot Country Songs. Il primo album eponimo si è piazzato 51º nella Billboard 200 e 9º nella Top Country Albums; è stato promosso dai singoli The Chance e Wake Up Order, entrambi entrati nella Hot Country Songs. È stato certificato disco d'oro dalla RIAA per le 500 000 copie vendute in madrepatria. Il secondo disco, intitolato Men & Mascara, è uscito nel 2006 e si è piazzato 25º nella Billboard 200 e 4º nella classifica country. Nel 2011 ha pubblicato in modo indipendente Alive, seguito due anni dopo da Good Wine & Bad Decisions su etichetta Sun Records, arrivato 36º nella Top Country Albums.
La cantante è affetta da sclerosi multipla.

## Discografia

### Album in studio
- 2004 – Julie Roberts
- 2006 – Men & Mascara
- 2011 – Alive
- 2013 – Good Wine & Bad Decisions

### Extended plays
- 2011 – Who Needs Mistletoe
- 2012 – Sweet Carolina
- 2012 – Naked Series
- 2012 – Covered

### Singoli
- 2004 – Break Down Here
- 2004 – The Order
- 2005 – Wake Up Order
- 2006 – Men & Mascara
- 2006 – Girl Next Door
- 2011 – NASCAR Party
- 2012 – The Star-Spangled Banner
- 2019 – I Couldn't Make You Love Me